# Большое Щапово
Большо́е Ща́пово — деревня в Клинском районе Московской области, в составе Зубовского сельского поселения. Население — 60 чел. (2010).

## География
Деревня расположена в центральной части района, примерно в 5 км к северо-востоку от райцентра Клин, на безымянном правом притоке реки Лютенки (правый приток Сестры), высота центра над уровнем моря 165 м. Ближайшие населённые пункты — примыкающее на севере Малое Щапово и Ясенево в 0,8 км на юг.

## История
До 2006 года Большое Щапово входило в состав Новощаповского сельского округа.

## Население
| 2002 | 2006 | 2010 |
| ---- | ---- | ---- |
| 63   | ↘58  | ↗60  |